# Талант (мультфильм)
«Тала́нт» (эст. Talent) — советский кукольный мультфильм режиссёра Эльберта Туганова, созданный на студии «Таллинфильм» в 1963 году.

## Сюжет
В одной семье родился ребёнок. Мать в мечтах вырастить из него артиста приглашает учительницу музыки. Перепробовав разные музыкальные инструменты, играть ни на одном из них у мальчика не получается. Он разламывает их и возмущённая учительница уходит. С учителем пения мальчик поёт так, что отец сбегает во двор. Мальчик мастерит самодельный магнитофон и включает вместо пения. Рассерженный учитель уходит, а отец понимает, что у сына талант к технике.

## Награды
- 2-я премия на II Всесоюзном кинофестивале в Киеве (1966)[1].

## Критика
Стремясь всё полнее и глубже осознать художественные возможности мультипликации, Туганов обращается к сатире.
Особенно удачным как по выразительному типажу кукол, так и по остроте и актуальности темы был фильм «Талант», посвящённый проблемам воспитания в семье. Саркастически метко высмеивает фильм родителей, которые во что бы то ни стало хотят видеть своё чадо артистической знаменитостью, хотя для этого у их отпрыска нет ни малейших данных. 
— Сергей Асенин, «Мир мультфильма»